# Czterysta batów
Czterysta batów, właściwe tłumaczenie tytułu Bezustanne tarapaty (fr. Les quatre cents coups) – francuski dramat obyczajowy z 1959 roku w reżyserii François Truffauta, zrealizowany na podstawie własnego scenariusza.

## Fabuła
Bohaterem filmu jest Antoine Doinel, nastoletnie alter ego Truffauta. Antoine jest niezrozumiany w domu przez swoich rodziców i dręczony w szkole przez swego bezdusznego nauczyciela (Guy Decomble), często ucieka z obu miejsc. Chłopiec ostatecznie porzuca szkołę po tym, jak nauczyciel oskarża go o plagiat pracy domowej. Kradnie maszynę do pisania od swojego ojca (Albert Remy), aby sfinansować swoje plany opuszczenia domu. Rozgniewany ojciec oddaje Antoine’a w ręce policji, która zamyka chłopca w zakładzie poprawczym. Tam psychiatrka wysłuchuje serię fragmentarycznych monologów Doinela, którzy zwierza się ze swej niedoli. Przy pierwszej nadarzającej się okazji Doinelowi udaje się uciec z zakładu. Unikając pościgu, chłopiec dociera do plaży. Film kończy stopklatka ukazująca zatroskaną twarz Antoine’a.

## Obsada
- Jean-Pierre Léaud – Antoine Doinel
- Claire Maurier – Gilberte Doinel, matka
- Albert Remy – Julien Doinel
- Guy Decomble – nauczyciel
- Georges Flamant – Pan Bigey, ojciec Rénégo
- Patrick Auffay – René[6]

## Produkcja

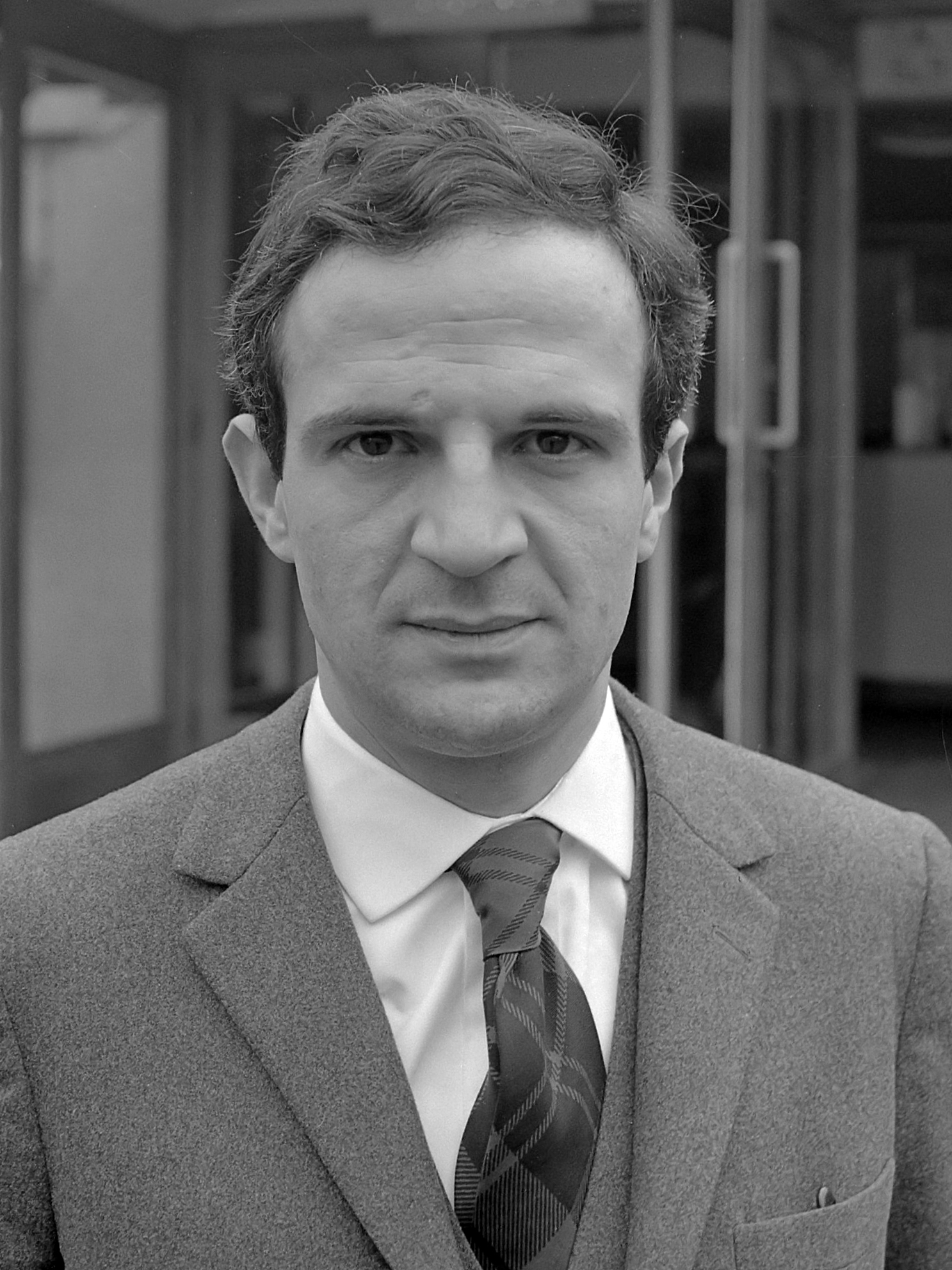
François Truffaut, reżyser filmu (1965)

Czterysta batów były fabularnym debiutem pełnometrażowym François Truffauta, który znaczną część akcji filmu zapożyczył z własnej biografii: żył bez biologicznego ojca, w napięciu z matką; często uciekał na paryskie ulice; wagarował z przyjacielem; ukradł też maszynę do pisania (którą – w przeciwieństwie do jego filmowego odpowiednika – zdołał sprzedać); został też zesłany do zakładu poprawczego. Przed życiowym wykolejeniem Truffauta uratował dopiero krytyk filmowy André Bazin, który przyjął go do redakcji czasopisma „Cahiers du cinéma”. Swoje przeżycia Truffaut skondensował do siedmiu dni akcji filmu. Po śmierci Bazina w 1958 roku Truffaut napisał list do rodziców, twierdząc, że „absolutnie nie żałuję, że zrobiłem ten film. Wiedziałem, że przysporzy on wam wielu zmartwień, ale jest mi to obojętne: od śmierci Bazina nie mam już rodziców”.
W roli Antoine’a Doinela (prawdopodobnie nawiązanie do nazwiska reżysera Jeana Renoira) Truffaut obsadził wówczas czternastoletniego debiutanta Jean-Pierre’a Léauda. Truffaut w swym portrecie buntu przeciw szkole nawiązał również do filmu Pała ze sprawowania (1933) Jeana Vigo. W Czterystu batach zastosował też po raz drugi w kinie komercyjnym (po Wakacjach z Moniką, 1953, Ingmara Bergmana) stopklatkę, która zaczęła być później ekstensywnie używana przez reżyserów w latach 60. Tworząc Czterysta batów, Truffaut chciał się również zemścić na organizatorach Festiwalu Filmowego w Cannes, którzy w 1958 roku odmówili mu akredytacji za napastliwe artykuły wymierzone w tzw. tradycję jakości. Rok później, gdy wysłał gotowy film do Cannes tym razem jako reżyser, zdobył nagrodę za najlepszą reżyserię.

## Odbiór i znaczenie
Czterysta batów cieszą się opinią jednego z najważniejszych filmów francuskiej Nowej Fali i mianem arcydzieła sztuki filmowej. Recenzenci podkreślali, że film przenika głęboki pesymizm, wyrażony w słynnym zakończeniu na plaży. Często interpretowano ową scenę jako zapowiedź porażki Doinela, który nie ma już dokąd uciec i prawdopodobnie zostanie ujęty przez personel zakładu poprawczego. Bosley Crowther w recenzji dla amerykańskiego „The New York Timesa” pisał: „Muzyka autorstwa Jeana Constantina jest wspaniała […]. Oto film, który ekscytująco przywraca wiarę w kinematografię”. Charles Silver z magazynu „Inside Out” zaznaczał, iż „film jest wyraźnie subwersywny, ale w znacznie mniej bezczelny i nihilistyczny sposób niż dzieła Jean-Luc Godarda, dawnego przyjaciela i późniejszego rywala Truffauta. Truffaut wysyła jasną wiadomość, że gdy życie staje się szczególnie trudne, dobrze jest pójść do kina”. Steve Leftridge z magazynu PopMatters zwracał uwagę na wybitną rolę Léauda: „Nie mogę sobie przypomnieć bardziej przejmującego, realistycznego występu dziecka w całej kinematografii”.
Fabularyzowaną wersję własnej biografii Truffaut kontynuował w kolejnych filmach z Léaudem jako Doinelem: Antoinie i Colette (1962), Skradzionych pocałunkach (1968), Małżeństwie (1970) i Uciekającej miłości (1979). Hołdem dla Czterystu batów był tajwański dramat Która tam jest godzina? (2001) Tsai Ming-lianga, którego bohater w kółko ogląda film Truffauta. 

## Nagrody
| Rok  | Festiwal/instytucja                                    | Nagroda                                         | Nominowani        | Wynik     |
| ---- | ------------------------------------------------------ | ----------------------------------------------- | ----------------- | --------- |
| 1959 | Festiwal Filmowy w Cannes                              | Najlepszy reżyser                               | François Truffaut | Wygrana   |
| 1959 | Festiwal Filmowy w Cannes                              | Nagroda OCIC                                    | François Truffaut | Wygrana   |
| 1959 | Nagroda Stowarzyszenia Nowojorskich Krytyków Filmowych | Najlepszy film zagraniczny                      | François Truffaut | Wygrana   |
| 1960 | Bodil                                                  | Najlepszy film europejski                       | François Truffaut | Wygrana   |
| 1960 | Amerykańska Akademia Sztuki i Wiedzy Filmowej          | Oscar za najlepszy scenariusz oryginalny        | François Truffaut | Nominacja |
| 1961 | Brytyjska Akademia Sztuk Filmowych i Telewizyjnych     | Najbardziej obiecujący debiutant w głównej roli | Jean-Pierre Léaud | Nominacja |
| 1961 | Brytyjska Akademia Sztuk Filmowych i Telewizyjnych     | Najlepszy film                                  | François Truffaut | Nominacja |